# David-Louis Constant de Rebecque

Huis Mon Repos te Lausanne

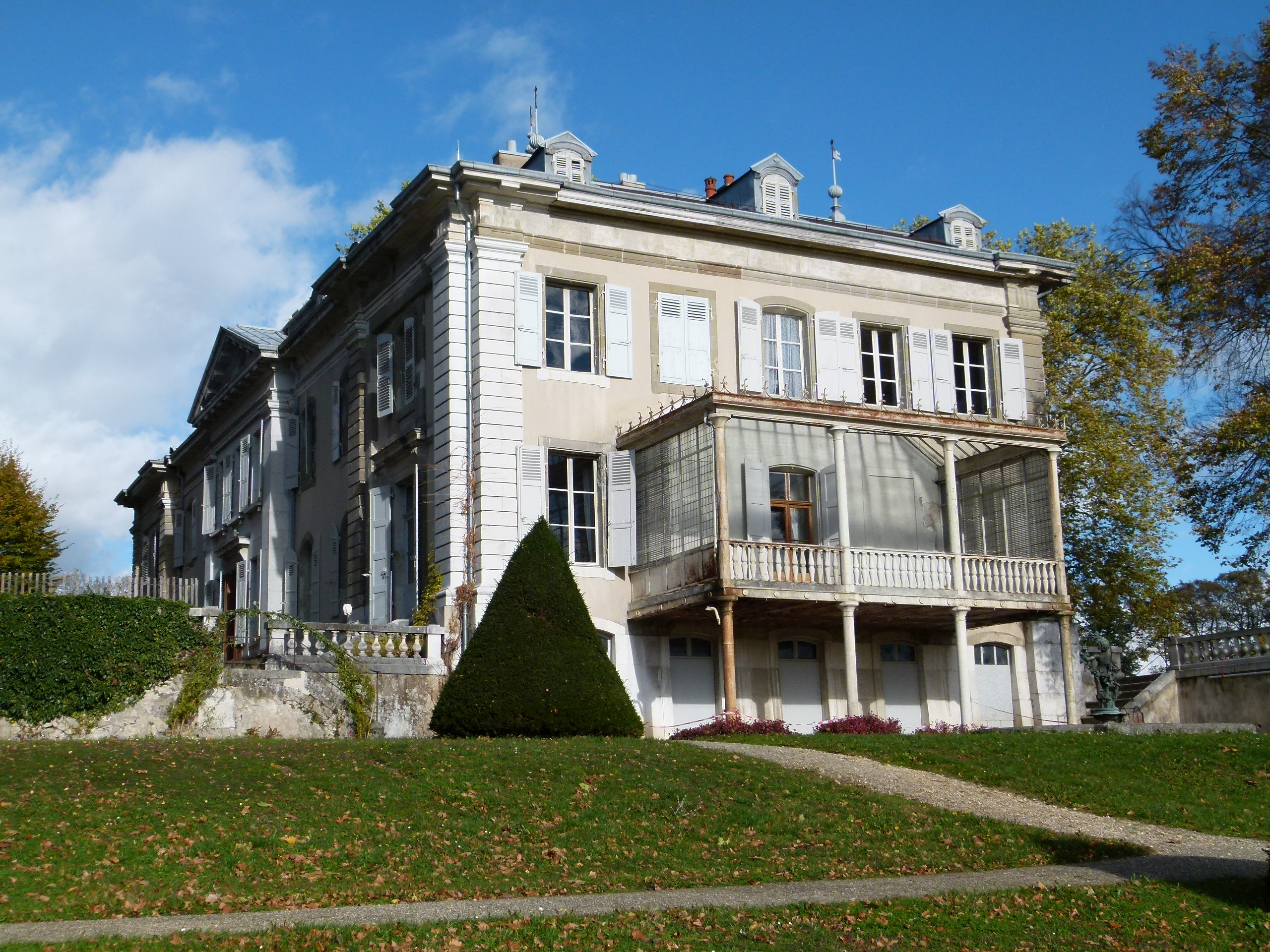
Huis (museum) van Voltaire te Ferney.

David-Louis baron Constant de Rebecque (ook: de Constant Rebecque), meestal David-Louis Constant d'Hermenches genoemd ter onderscheid van zijn vader, broers en neven de Constant Rebecque. (Lausanne, 17 november 1722 – Parijs, 25 februari 1785). Hij was heer van Hermenches en van Villars-Mendraz, een Zwitserse kolonel, als regimentscommandant in dienst van het leger van de Republiek van de Verenigde Nederlanden en later generaal-majoor in Franse dienst. Hij was ook bekend als acteur, regisseur, pamflettist, dichter en musicus.

## Biografie

### Zwitserland
David-Louis Constant d'Hermenches was telg uit een familie van Zwitserse en Franse adel. Hij was de oudste zoon van Samuel Constant de Rebecque (1676–1756) en Rose Suzanne de Saussure de Bercher (1698–1782). Vader Samuel was in 1699 in Nederlandse krijgsdienst getreden en was stichter van een Zwitserse dynastie in het Staatse leger. Zijn vader kocht in Vaud het landgoed La Chablière te Lausanne in 1713, de heerlijkheid Hermenches in 1725 en de heerlijkheid Villars-Mendraz in 1753. Deze kreeg op grond van de Franse achtergronden van zijn voorouders in 1725 de titel van baron en voegde 'de Rebecque' aan zijn naam 'Constant' toe.

#### Acteren en regisseren
Na de aardbeving van Lissabon (met tsunami) op 1 november 1755 (Allerheiligen), waarbij daar vele doden in kerken vielen,
werd Voltaire door de kerk van Genève verboden nog langer toneeluitvoeringen te laten geven in zijn huis 'Les Délices' bij Genève. De zwager van Constant d'Hermenches Philippe de Gentils, markies van Langallerie, besloot in zijn buitenhuis 'Mon Repos' bij Lausanne een toneelzaal in te richten, waar de stukken van Voltaire werden opgevoerd door de familie Constant de Rebecque met hun aanhang (vanaf 18 februari 1757 tot maart 1771). In de tragedie Zaïre vertolkte d'Hermenches de hoofdrol van de Sudanese sultan Orosmane, waar Voltaire ook aan meewerkte als regisseur en acteur, samen met zijn nicht Marie Louise Denis. Verder speelde hij in Fanime de rol van Tamire, daarna in Alzire en L'enfant prodigue, waaraan ook Voltaire deelnam. Deze had een huis gehuurd in Montriond, oostelijk van Lausanne. Van heinde en verre, zelfs uit Frankrijk, kwam men om Voltaire bij zijn toneelstukken te zien. Sinds zijn ontroerende uitvoering van de rol in Zaïre werd Constant d'Hermenches door Voltaire aangesproken als 'Orosmane'. Na de aankoop van zijn huis in Ferney verzocht Voltaire (brief van 26 maart 1759) of Constant d'Hermenches leiding wilde geven aan een theater in zijn huis. Hij deed het niet. 
In Les Scythes speelde Constant d'Hermenches de rol van Athamaris. Hij wilde die tekst van Voltaire aanvullen met verzen, maar deze ging eigenlijk niet akkoord met zijn veranderingen, die hij ongeschikt en soms ongrammaticaal vond.(februari-maart 1767) Desondanks veranderde hij de tekst, en naar zijn zeggen met succes bij het publiek.  Zelf schreef hij in 1761 het toneelstuk Statira (dochter van Darius III), waarvan hij vertelde dat het geschreven was door Voltaire, wat alom geloofd werd. Hij werd ook gevraagd te komen acteren en regisseren in Brussel door de Hertog van Arenberg, ondersteund door de Prins de Ligne. Constant d'Hermenches schreef dat hij ook naar de theaterfeesten ging in het kasteel van Villers-Cotterets, met veel eten, drank en privékamers, waar hij genoot.
Hij liet na 1760 door Dalberg een reeks schilderijen op hout maken met aanvullingen door zijn nicht Louise de Corcelles (die ook de decors in het theater van Mon Repos schilderde) en Jean Huber  voor de eetzaal van het kasteel van Hermenches. Het waren 19 taferelen van hem bekende acteurs van het theater in Mon Repos, ook met thema's als dans, muziek, wandelingen, de jacht en het vissen. Deze panelen werden in de 19e eeuw overgebracht naar het kasteel van Mézery door zijn jongste zoon.

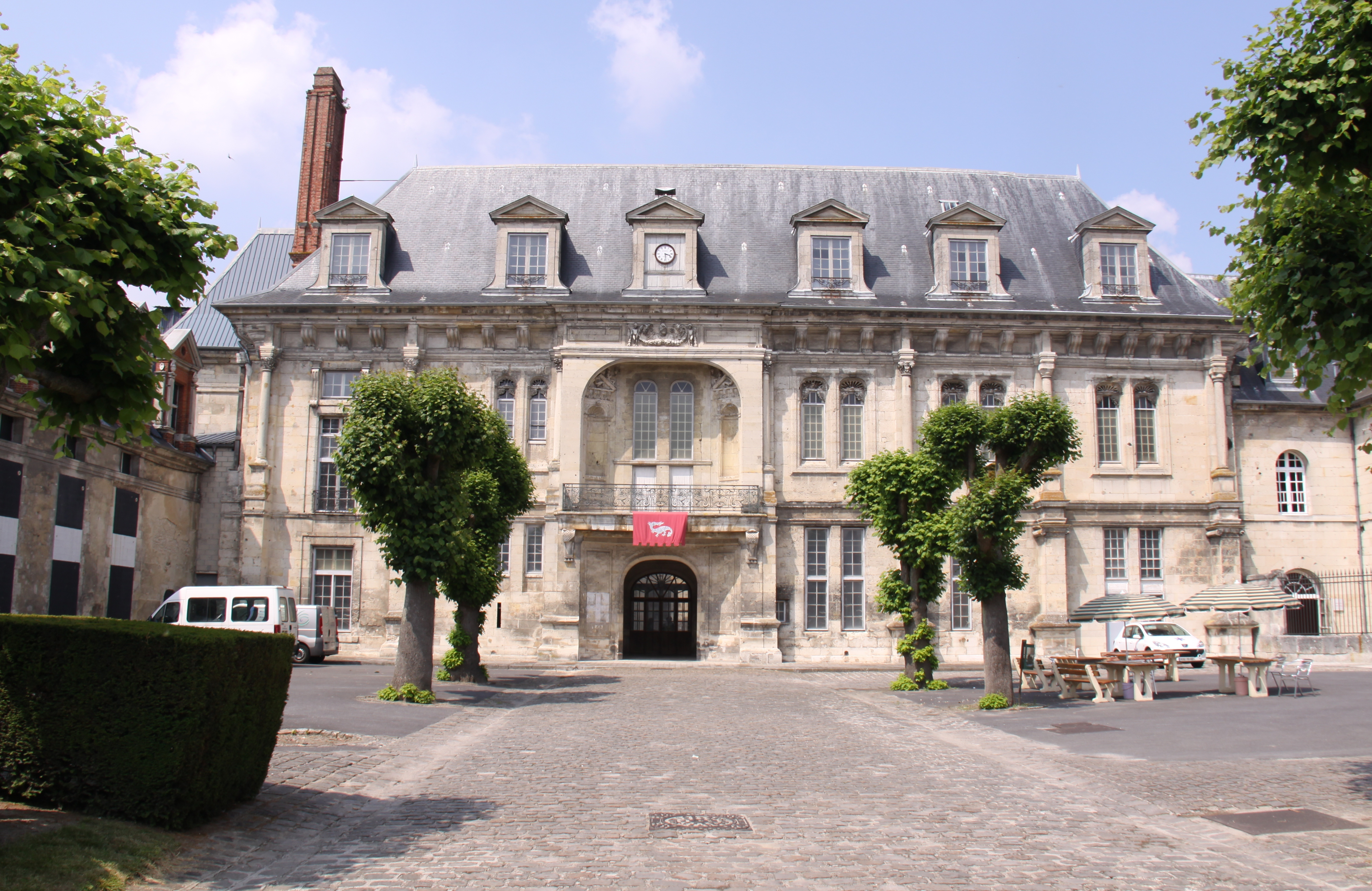
Château de Villers-Cotterêts

### Nederland
David-Louis Constant d'Hermenches werd in 1744 door zijn dominante moeder uitgehuwelijkt aan de dochter van de burgemeester van Lausanne Louise Anna Jeanne Françoise de Seigneux (1715–1772). Zij beviel in 1750 in Den Haag van hun zoon, Guillaume Anne, die petekind werd van stadhouder Willem IV en diens gemalin Anna van Hannover.
Hij was actief in het Staatse leger van 1738 tot en met 1764.  Met zijn vader nam David-Louis in 1745 aan de Nederlandse kant deel aan de slag bij Fontenoy, waar hij een diepe wond boven zijn linkeroog opliep. Het litteken bedekte hij met een zwarte band over zijn voorhoofd. Vanaf 1748 was hij gelegerd in Den Haag als kolonel bij het Regiment van de Zwitserse Gardes van de Prins van Oranje-Nassau, waar hij in de salons van de hogere kringen verkeerde. Hij stond daar als libertijn bekend nadat zijn vrouw naar Lausanne was teruggekeerd. Hier leerde hij Belle van Zuylen kennen, met wie hij een persoonlijke en langdurige correspondentie (1760-1776) onderhield. Ook wisselde hij regelmatig brieven uit met Voltaire (1755-1777), de hertog van Arenberg (1748-1777), de prins van Ligne (1773-1785) en de hertog van Choiseul (1764-1769).

### Frankrijk

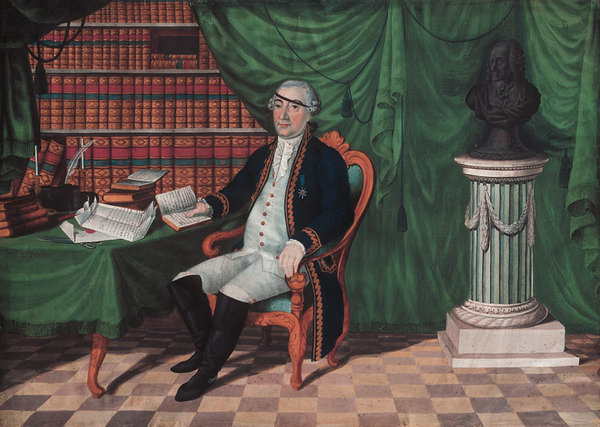
David-Louis Constant de Rebecque, Gouache uit de collectie van Mrs. Noel Blakiston, London.

Eind 1764 verkocht Constant d'Hermenches zijn regiment in de Republiek aan graaf Gabriel de Golofkin. Hij kwam, na aanbeveling van Etienne François de Choiseul, bij de Franse koning in dienst als majoor van het Zwitserse regiment Eptingen Constant d'Hermenches had namelijk Voltaire gevraagd te bemiddelen. Deze schreef in mei 1764 een aanbevelingsbrief aan de zus van de hertog van Choiseul: Béatrix van Choiseul-Stainville, hertogin van Gramont. De hertog heeft hem ook voorgedragen voor het Kruis van militaire Verdienste, dat hij in 1766 kreeg. Het regiment ging in 1765 naar Lille, daarna in 1766 naar Landrecies en in 1767 naar Mézières in de Champagne, gevolgd door Besançon in 1767-1768. Het regiment nam ook deel aan de Franse veldtochten (1768-1769) tegen de Corsicaan Pasquale Paoli, die probeerde het eiland Corsica los te maken van Republiek Genua en uit te roepen tot onafhankelijke republiek. Na het Verdrag van Versailles (1768) stond Corsica onder het bewind van Frankrijk. Op grond van zijn informatie schreef Belle van Zuylen een artikel in de Gazette d'Utrecht van 2 september 1768 met als titel 'Isle de Corse. Extrait d'une lettre du Camp de San Fiorenzo, datée du 3 Août'. Een Nederlandse samenvatting verscheen eerder op 22 augustus 1768 in de 's Gravenhaegse Courant.

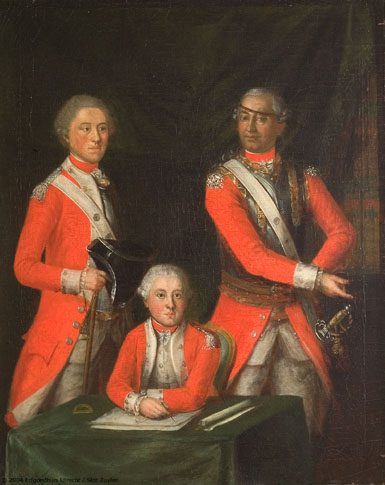
David-Louis Constant d’Hermenches met twee jonge officieren, waarschijnlijk Samuel (geb. 1748) en Charles (geb. 1751) de Langallerie, zonen van zijn zuster Angélique. Onbekende schilder ca. 1768-1769.

Na de Franse overwinning op Pasquale Paoli in 1769 werd Constant d'Hermenches  benoemd tot brigadegeneraal van het Zwitserse regiment van generaal-majoor Samuel Jenner, dat naar Huningue in de Elzas werd gezonden. Daarna naar Bitche in Lotharingen (oktober 1772), gevolgd door de legerplaats Air, oostelijk van Rebecques in september 1774. Dat regiment werd in 1774 na zijn aankoop genoemd naar generaal-majoor Paul Rodolphe van Aubonne.
Constant d'Hermenches verzocht in 1770 om van zijn vrouw te scheiden, wat 16 juli 1772 toegekend werd vlak voor haar overlijden op 19 september 1772. In november 1770 hadden ze al besloten dat Constant d'Hermenches op het landgoed 'Bois de Vaux' ten zuidwesten van Lausanne zou gaan wonen waar hij het grote huis 'Fantaisie', de boerderij 'La Belle Grange' en het tuinhuis "la Baraque' liet bouwen. In de winter verbleef hij in het huis van zijn zus Angelique en zijn zwager in Lausanne (Mon Repos).
In 1775 werd het regiment van Aubonne naar Frans-Henegouwen gezonden, het vestigde zich in Avesnes. Hij hertrouwde in november 1776 met de daar woonachtige rijke rooms-katholieke weduwe Marie Catherine Philippine de Préseau, geboren Taisnes de Rémonval (1743-1779). Ze overleed vroegtijdig, enige tijd na de bevalling van hun zoon Auguste Constant d'Hermenches (1777-1842). De peetouders waren de hertog en hertogin van Arenberg. Over haar erfenis werd jaren na haar dood door de van haar afhankelijke familieleden een rechtszaak (1782-1783) gevoerd over de rechtmatigheid van hun huwelijk (tussen personen van het rooms-katholieke en protestante geloof zonder toestemming van de paus in Rome) en daardoor een al of niet onwettig kind als erfgenaam bij het Parlement van Dijon.  De rechtszaak werd door hem gewonnen.
In 1780 werd David-Louis Constant d'Hermenches benoemd tot maréchal de camp (generaal-majoor), als militair gouverneur van het arrondissement La Rochelle in de vestigingsplaats Saint-Martin-de-Ré.
In mei 1783 werd hij gekozen tot lid van de Academie van Dijon.
Hij stierf op 26 februari 1785 op 62-jarige leeftijd in zijn hotel in de Rue de Provence te Parijs. De volgende dag werd hij begraven op de Cimetière des Protestants étrangers.

### Nageslacht
Uit het huwelijk met Louise-Anna-Jeanne-Françoise de Seigneux (1715-1772):
- Guillaume Anne baron de Constant Rebecque de Villars (Den Haag, 24 april 1750 – Den Haag, 12 augustus 1832).
- Constance Louise Constant d'Hermenches (Lausanne, 16 augustus 1755 – Lausanne, 12 maart 1825).

Uit het huwelijk met de weduwe Catherine-Marie-Philippine geboren Taisne de Remonval (1743-1779):
- Louis Philippe Auguste Constant d'Hermenches (gedoopt te Valenciennes, 1 november 1777 - Mézery, 14 februari 1862).

Buitenechtelijke dochter met Bénigne Buchet, zijn huishoudster/kinderjuffrouw: 
- Sophie Jeanne Louise Joly Dufey (Nernier, zomer 1753 - Montheron[d], 10 januari 1841), aldus door haar met deze naam gedoopt na de bevalling te Nernier in het hertogdom Savoye (deel van het koninkrijk Sardinië), die hij erkende en opvoedde als zijn dochter.

## Werken en correspondentie
- Lettres de Belle de Zuylen (Madame de Charrière) à Constant d'Hermenches, 1760-1775 Éd. Philippe Godet. Genève, A.Jullien, 1909
- Constant d'Hermenches: Pamphlets and Occasional Pieces with Replies by Voltaire ed. C. P. Courtney. Cambridge, Daemon Press, 1988 ISBN 978-0951016633
- [Verzameld werk:] Oevres complètes de Isabelle de Charrière (Belle de Zuylen), 10 delen.  Édition critique par J-D. Candaux, C.P. Courtney, P.H. Dubois et S. Dubois- de Bruyn, P. Thompson, J. Vercruysse, D.M. Wood. Amsterdam, G.A. van Oorschot, 1979-1984. ISBN 9789028205000
  - Brieven van Belle van Zuylen aan Constant d'Hermenches. Ingeleid door Marie Anne Tellegen, vertaald door N. Kesler & Marie Anne Tellegen. In: Groot Nederland (1933-1934) (dec. 1933), p. 515-532; (jan. 1934), p. 45-58.
  - Ik heb geen talent voor ondergeschiktheid. Belle van Zuylen in briefwisseling met Constant d'Hermenches, James Boswell en Werner C.W. van Pallandt. Vertaling en nawoord Greetje van den Bergh. Amsterdam, G.A. van Oorschot, 1987 744 p. ISBN 9789028206557
  - Une liaison dangereuse : correspondance [de Belle de Zuylen] avec Constant d’Hermenches (1760-1776), éd. Isabelle et Jean-Louis Vissière, Paris, La Différence, 1991, 606 p. ISBN 2729107169
  - Aru kiken-na kankei - Agnes to d'Hermenches [Une liaison dangereuse - Agnès et d'Hermenches]. In: Omon Ronso, [Bulletin de la Faculté de droit, Université du Japon [Nihon daigaku], Tokyo] 36 (1993), 40 (1995), 44 (1997), 45 (1997), 46 (1998), 48 (1998), 50 (2000), 52 (2001), 56 (2003), 57 (2003), 61 (2004), 67 (2006), 68 (2007), 70 (2008), 72 (2008) Translation Michikazu Tamai. ISSN 0288-1411
    - Aru kikenna kankei : Aniesu to derumanshu. Translation Michikazu Tamai. Tokyo, Surugadai Shuppansha, 2011. 272 p. ISBN 9784411022332

  - There are no letters like yours. The correspondence of Isabelle de Charrière and Constant d'Hermences. Translated, with an introduction and annotations by Janet Whatley and Malcolm Whatley. Lincoln NE, University of Nebraska Press, 2000. xxxv, 549 p. ISBN 978-0-8032-1714-0
- Voltaire.Lettres inédites à Constant d'Hermenches. ed. Alfred Roulin. Paris, Buchet/Chastel Corrêa, 1956.
- Jérôme Vercruysse. La première d'"Olympie". Trois lettres de Mme Denis aux Constant d'Hermenches. Studies on Voltaire and the Eighteenth Century, 1977, 163/19, p. 19-29 [26 janvier 1762, 9 février 1762, 25 décembre 1773]
- Correspondence and related documents of Voltaire ed. Theodore Besterman. Oxford, Voltaire foundation, 1968-1977. 135 vols.
- Simone Dubois, Belle de Zuylen, les Constant et les Necker, In: Lettre de Zuylen 5, 1980, p. 7-11.[35]
- Louise Polier de Corcelles [-Saussure, -Aubonne], Lettre à Samuel Constant, avec copie de lettre de David-Louis Constant d'Hermenches envoyée le 30 mars 1767, Lausanne, 05 avril [1767].[36]
- Guillaume Anne de Constant Rebecque de Villars, Brief aan Constant d'Hermenches vanuit La Chablière 18 juli 1765.[37]
- Jean Huber,  Brief aan Constant d'Hermenches te Lausanne van [Genève], [november] [1773].[38]

## Trivia
Den Haag heeft het 'De Constant Rebecqueplein (en -straat)' waar de Energiecentrale Den Haag staat en is vernoemd naar Jean Victor de Constant Rebecque, neef van David-Louis Constant d'Hermenches.